# Сурин, Игорь Анатольевич
Игорь Анатольевич Сурин (род. 19 ноября 1974) — российский футболист, защитник. Тренер.

## Биография
Воспитанник псковской футбольной школы «Электрон», тренеры В. П. Косогов и Александр Лебедев. Начал свою карьеру в «Машиностроителе». На высшем уровне выступал в 1996—1997 годах за «Локомотив» (Нижний Новгород), провёл только три матча (два в чемпионате и один в кубке) — закрепиться в основной команде помешали травмы. В 1998—2001 годах вновь играл в Пскове. Затем играл за другие команды второго дивизиона: БСК (Спирово), в «Северсталь»/«Шексна» (Череповец) и «Волга» (Тверь). С 2007 года выступал за «Псков-747», был капитаном команды. После сезона 2015/16 планировал завершить карьеру, но на следующий сезон вновь был заявлен за команду. В июне 2017 года завершил профессиональную карьеру игрока, по окончании которой вошёл в структуру «Пскова-747» в качестве селекционера, в дальнейшем — в ФК «Псков». Также выступал за любительскую команду «Автофаворит» (Псков). По состоянию на 2020 год — также член президиума псковской областной федерации футбола. 3 июля 2025 года решением комитета по этике РФС отстранён от футбольной деятельности за ставки у букмекеров сроком на 3 года, из них 6 месяцев реального запрета и 30 месяцев в виде условной спортивной санкции.

## Достижения
Второй дивизион / Первенство ПФЛ (зона «Запад»):
- Серебряный призёр (2): 2001, 2012/13

Первенство России среди КФК/ЛФЛ:
- Победитель: 1999 (зона «Северо-Запад»), 1999 (финальный турнир)
- Серебряный призёр: 2007 (зона «Северо-Запад»)
- Бронзовый призёр: 2018 (зона «Северо-Запад»)

Кубок России среди ЛФК
- Финалист: 2007

Кубок МРО «Северо-Запад»:
- Победитель (3): 1999, 2007, 2017